# إيالة مصر
دخلت الإمبراطورية العثمانية مصر في 1517م، في أعقاب الحرب العثمانية المملوكية (1516-1517)م كما ضُمت سوريا للعثمانيين في عام1516م.
وقد أُديرت مصر باعتبارها إيالة من الإمبراطورية العثمانية (بالتركية: Mısır Eyaleti) من 1517م حتى 1864م، مع احتلال الإيالة خلال فترة الاحتلال الفرنسي من 1798م-1801م.
وكانت مصر دائما مقاطعة صعبة السيطرة عليها من قبل السلاطين العثمانيين، ويرجع ذلك جزئيا إلى استمرار قوة ونفوذ المماليك، والطائفة المصرية العسكرية المملوكية التي حكمت البلاد لقرون، بالإضافة إلى التمردات المستمرة للعساكر العثمانية وخصوصاً من طائفة «الإنكشارية». على هذا النحو، لا تزال مصر تتمتع بحكم شبه ذاتي في ظل المماليك حتى كان الاحتلال الفرنسي لمصر نابليون الأول في 1798م. بعد أن طرد الفرنسيون، استولى محمد علي باشا على السلطة في عام 1805، حيث كان قائد الوحدات الألبانية في الجيش العثماني الذي جاء في حملته لطرد الفرنسيين من مصر.
وظلت مصر تحت حكم أسرة محمد علي باشا حيث كانت ولاية عثمانية أسمياً. كما مُنحت حكم شبه ذاتي «الخديوية المصرية» في عام 1864م، كما تولى وإسماعيل باشا وتوفيق حكم مصر كدولة شبة مستقلة تابعة للسيادة العثمانية حتى الاحتلال البريطاني لعام 1882م.

## التاريخ

### أوائل العهد العثماني

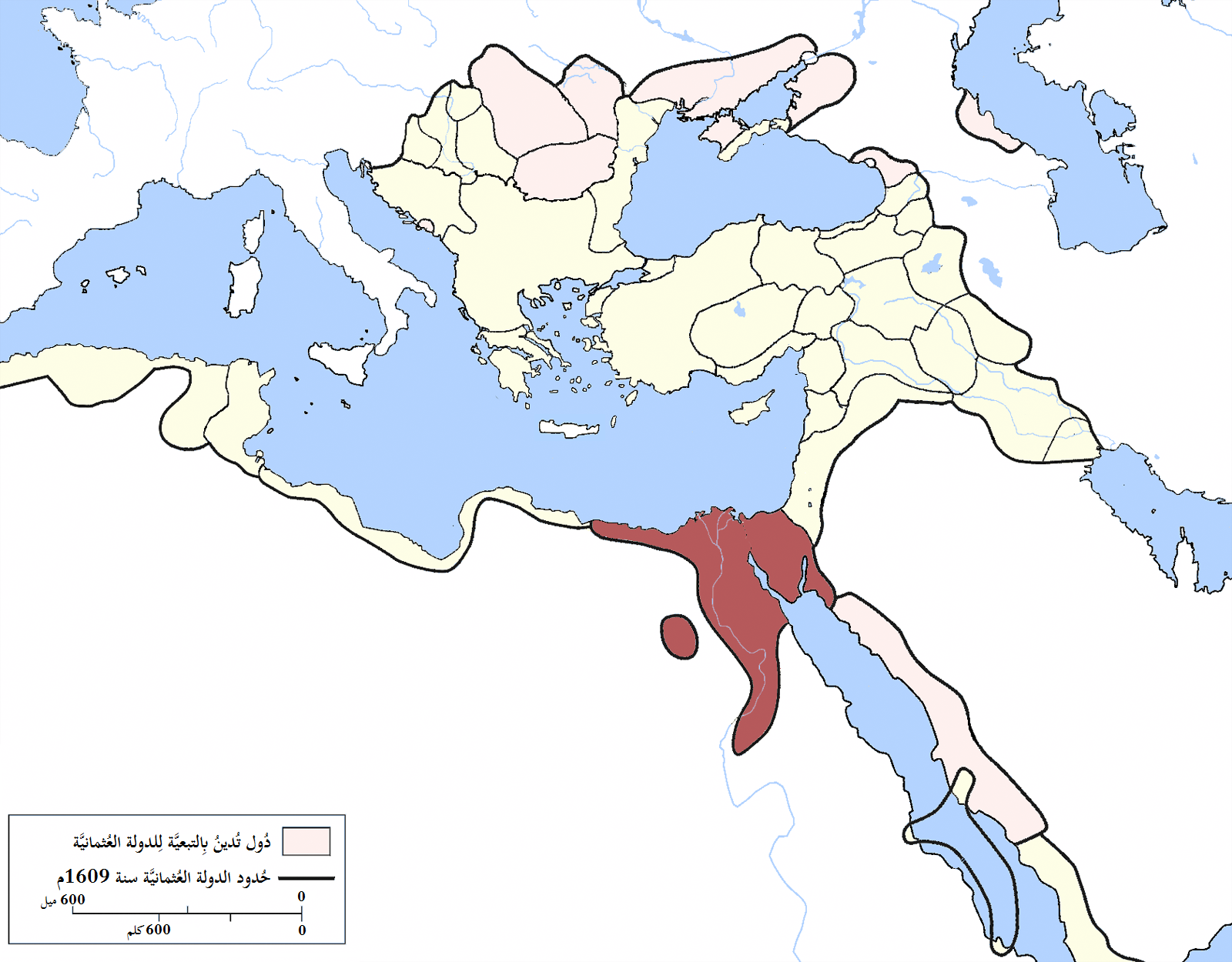
إيالة مصر في سنة 1609

بعد غزو مصر، ترك السلطان العثماني سليم الأول البلاد. وعُين الصدر الأعظم يونس باشا على مصر. ومع ذلك، فسرعان ما اكتشف السلطان أن يونس باشا يتلقى الرشاوى، فأسند المنصب إلى خاير بك، الحاكم المملوكي السابق لحلب، وساهم في انتصار العثمانيين في معركة مرج دابق.
شهد التاريخ المبكر لمصر العثمانية تنافس على السلطة بين المماليك وممثلي السلطان العثماني.
لم يتغير النظام الذي كان فيه جزء كبير من الأراضي إقطاعية للمماليك، مما سمح بعود المماليك سريعاً لمراكزهم ذات النفوذ الكبير. كان لابد للأمراء المماليك الاحتفاظ بمناصبهم كرؤساء للسنجاق الإثنى عشر، التي كانت مصر تنقسم إليهم؛ وتحت ولاية السلطان، سليم الأول، وتأسست حجرتين، الديوان الأكبر والديوان الأصغر، وكانا يمثلان السلطة العسكرية والدينية، لمساعدة الباشا بمشاوراتهم. وشكل السلطان سليم الأول 6 أفواج لحماية مصر؛ أضاف إليه الفوج السابع، من الشركس.
وكان الباب العالي قد اعتاد تغيير حاكم مصر على فترات متقاربة، بعد عام أو أقل. الحاكم الرابع، أحمد باشا الخائن كان قد طمع في الصدارة العظمى ولم تعط له ومنحت إيالة مصر إليه بدلاً منها، فحاول أن يؤسس حكماً مستقلاً لنفسه وصك عملات باسمه. وقد أحبطت مخططاته من قبل أميرين كان قد سجنهم ثم فروا من السجن، وهاجموهم في حمامه وحاولوا قتله؛ بالرغم من أن أحمد باشا قد فر جريحاً، إلا أن القوات العثمانية سرعان من أوقعت به وأُعدم.

#### 1527 إلى 1610
عام 1527، أجرى العثمانيون أول مسح لمصر، وكانت النسخة الرسمية للسجلات السابقة قد التهمتها النيران؛ لم يستخدم هذا المسح الجديد حتى عام 1605. كانت الأراضي المصرية مقسمة إلى أربع تصنيفات: أملاك السلطان، الإقطاعيات، أراضي الجيش، وأراضي مقام عليها المؤسسات الدينية.
ويبدو أن التغييرات المستمرة التي كانت تجريها الحكومة قد أخرجت الجيش عن نطاق السيطرة في فترة مبكرة من الفتح العثماني، وفي بداية القرن السابع عشر أصبحت التمردات شائعة؛ عام 1605، كان الحاكم صوفي إبراهيم باشا المقتول (فيما بعد إبراهيم باشا) قد قتله جنوده، وعلقت رأسه على باب زويلة، ولهذا أُطلق عليه المقتول. كان سبب هذه التمردات محاولات الباشوات المتتالية لوقع الابتزاز الذي كان يطلق عليه الطُلبة، وهي مدفوعات كانت القوات تجبيها بالقوة من السكان لسداد ديون وهمية، مما أدى إلى انفجار الأوضاع.
عام 1609، اندلع ما يشبه الحرب الأهلية بين الجيش والباشا، الذي انحاز إلى جانبه الأفواج العسكرية الملكية والبدو. واختار الجنود الولاء للسلطان، مما أدى إلى تقسيم مؤقت للقاهرة فيما بينهم. هزمهم الحاكم محمد باشا، الذي، في 5 فبراير 1610، دخل القاهرة منتصراً، وأعدم الجنود المتآمرين، ونفى آخرين إلى اليمن. يروي المؤرخون عن هذا الحدث على أنه غزو ثاني لمصر من قبل العثمانيين. بعدها أجرى محمد باشا اصلاحات مالية كبيرة، تم فيه تعديل الأعباء المفروضة على الشرائع المجتمعية المصرية حسب إمكانياتها.

#### 1623 إلى 1656
في ظل المشكلات التي تعاني منها المدن العثمانية، أصبح احترام الحكام العثمانيين المعينين للمصريين يتناقص باستمرار. في يوليو 1623، أتى أمر من الباب العالي بعزل مصطفى باشا، وتعيين علي باشا حاكماً على مصر. التقى الضباط بنائب الحاكم الجديد مطالبين بالمكافأة المعادة؛ عندما رفض النائب، أرسلوا خطاب إلى الباب العالي معلنين أنهم يريدون مصطفى باشا وليس علي باشا، حاكماً. في تلك الأثناء، وصل علي الباشا إلى الإسكندرية، وكان في استقباله وفد من القاهرة يعلمه بأنه غير مرغوب فيه. عندما وصلته مذكرة تعقيبية تحمل نفس محتوى الرسالة الأولى، فقام بالقبض على رئيس الوفد وسجنه. بعدها هاجمت حامية الإسكندرية القلعة وحررت السجناء، بعدها باشر علي باشا عمله. بعد فترة وجيزة، وصل فرمان من القسطنطينية يؤكد أن مصطفى باشا هو حاكم البلاد. خلف مصطفى باشا بيرم باشا عام 1626.
كان يتم تعيين ضباط الجيش المصري العثماني محلياً من المليشيات المختلفة، وكان تربطهم علاقات وثيقة بالطبقة الأرستقراطية المصرية. بناء على ذلك، تمكن الأمير المملوكي رضوان بك من الاستيلاء على السلطة في مصر بحكم الأمر الواقع من عام 1631 حتى 1656. عام 1630 عُين موسى باشا حاكماً جديداً، وشرع الجيش في الإطاحة به، اعتراضاً على اعدامه كيتس بك، ضابط كان قائداً للقوات المصرية التي كانت تخدم في فارس. خُير موسى باشا بين أن يسلم للجلاد، أو يتنحى من منصبه؛ وبعدما رفض ذلك، تم تسليمه للجلاد. عام 1631 جاء مرسوم من القسطنطينية، يصدق على ما فعله الجيش ويقضي بتعيين خليل باشا حاكماً جديداً.

### الفترة العثمانية المتأخرة

#### 1707 إلى 1755
بحلول القرن الثامن عشر، تراجعت أهمية الباشاوات في مقابل الباكوات المماليك؛ وكان منصب شيخ البلد وأمير الحج الذي كان يتقلده المماليك، يمثل القيادة الحقيقية في البلاد. هذه العملية يحيط بها الغموض، حيث لا يوجد تسلسل تاريخي للفترة التركية في التاريخ المصري. عام 1707، كان شيخ البلد، قاسم عويس، رئيس إحدى الفصائل المملوكية، كان رئيس إحدى فصيلين مملوكيين، وقد زُرعت بذور العداوة من قبل باشا في ذلك الوقت، وكانت النتيجة وقعت معركة بين الفصائل خارج القاهرة، واستمر ثمانين يوما. وفي نهاية الأمر قُتل قاسم عويس وأُعطي المنصب لابنه إسماعيل. تولى إسماعيل هذا المنصب لمدة 16 عاما، في حين جري باستمرار تغيير الباشوات، ونجح في التوفيق بين اثنين من فصائل المماليك. في عام 1711، وهو الحدث المعروف عند المؤرخين باسم «الفتنة الكبرى» و «الثورة»، وذلك عندما بدأ خطيب متعصب باستنكار علنا ممارسة الصلاة أمام قبور الأولياء الصوفيين، مما أثار حركة الدينية التي لم تنتهى لمدة ثلاث سنوات حتى 1714. في 1724، تم اغتيال إسماعيل من خلال مكائد باشا، وتمت ترقيه شركس بك من الفصائل المعارضة لمنصب شيخ البلد مكانه. سرعان ما طرد من منصبه من قبل أحد فصيلته يدعى ذو الفقار، وهرب إلى صعيد مصر. وبعد وقت قصير عاد على رأس جيش، وفي أواخر المعارك التي تلت ذلك لقى شركس بك نهايته غرقا. وذو الفقار نفسه اغتيل في 1730. وقد شغل مكانه بك عثمانى، الذي كان قد شغل منصب قائداً له في هذه الحرب.
عام 1743، أجبر عثمان بك على الفرار من مصر بعد المؤامرات التي حاكها إبراهيم ورضوان بك، بعد نجاح مخططهم بمذبحة البكوات ومن كان يعتقدون معارضته لهم. حكم إبراهيم ورضوان بك مصر معاً، وتقلدوا منصبي شيخ البلد وأمير الحج لسنوات بالتناوب. حاول أحد الباشوات الإطاحة بهم عن طريق انقلاب فشل بسبب ولاء أنصار البكوات المسلحين، الذين أطلقوا سراح إبراهيم ورضوان من السجن وأجبروا الباشا على الفرار إلى القسطنطينية. حدثت محاولة من باشا آخر، وفقاً لأوامر سرية صدرت من القسطنطينية، ونجح في قتل بعض البكوات. هرب إبراهيم ورضوان وأجبر الباشا على الاستقالة والعودة للقسطنطينية. اغتيل إبراهيم بعد فترة قصيرة من قبل شخص كان يطمح في شغل منصب الباي الشاغر، الذي أسند بدلاً منه لعلي بك، الذي لعب دوراً هاماً في التاريخ المصري. قُتل إبراهيم بك في 1755، ولقى رضوان حتفه في نزاعات لاحقة.
ظهرت مهارة علي بك لأول مرة عند دفاعه عن قافلة في شبه الجزيرة العربية من هجمات قطاع الطرق، وحمل على عاتقه مهمة الثأر لسيده إبراهيم بك. قضى ثمان سنوات في شراء المماليك، مما أثار شكوك شيخ البلد خليل بك، الذي قام بالهجوم عليه في شوارع القاهرة مما أدى لهربه إلى صعيد مصر. في هذا الوقت، التقى صليب بك، الذي كان قد يتمنى الانتقام لمقتل إبراهيم بك، ونظم الاثنان قوة عادا بها للقاهرة وهزما خليل بك. أُجبر خليل بك على الفرار، حيث تخفى فيها لفترة؛ وفي النهاية انكشف أمرهن وأرسل إلى الإسكندرية، ثم شنق. بعد انتصار علي بك عام 1750، أصبح شيخ البلد. أعدم علي بك قتلة سيده إبراهيم بك؛ لكنه تسبب استياء البايات من إجرائه هذا في أن يضطر للفرار إلى سوريا، حيث فاز بصداقة حاكم عكا وظاهر العمر، الذي حصل له على رضا الباب العالي وأعاده لمنصب شيخ البلد.

#### 1766 إلى 1798
عام 1766، بعد نصيره، الصدر الأعظم إسماعيل راغب باشا، اضطر للفرار مرة أخرى من مصر إلى اليمن، لكن في العام التالي علم أن موقفه في القاهرة كان قوياً بما يكفي للسماح بعودته. واستمر في منصبه، ورقى 18 من أصدقائه إلى رتبة باي من بينهم إبراهيم ورماد، الذي أصبح فيما بعد رئيساً للشئون وكذلك محمد أبو الدهب، الذي كان على مرتبطاً ارتباطاً وثيقاً بعلي بك. استخدم علي بك تدابير صارمة لقمع أعمال السرقات التي يقوم بها البدو في مصر السفلى. ويقال أنه سعى لحل جميع القوات عدا تلك الموجودة تحت سيطرته.
عام 1769، جاء لعلي بك طلب بقوة مكونة من 12,000 رجل، ليقوم الباب العالي بنشرهم في الحرب الروسية التركية 1768–1774. واقترح في القسطنطينية، أن علي بك سيستخدم هذه القوات بعد جمعها في الحصول على استقلاله. وأرسل الباب العالي رسولا إلى الباشا لينفذ عليه أمر الإعدام، وكان علي بك على معرفة بهذا الرسول بواسطة عملائه في الستانة، وأمر بقطع الطريق عليه وقتله. تم الاستيلاء على الرسالة وقرأها علي بك قبل اجتماعه بالبايات، كما أكد أن الأمر بالإعدام سيطبق على الجميع، وحثهم على القتال من أجل حياتهم. وقد تم إعلان مصر كدولة مستقلة، وإعطاء باشا مصر 48 ساعة لمغادرة البلاد. كما وعد ضاهر العمر باشا عكا بمساعدته بإجبار الجيش الذي أرسل من قبل باشا دمشق للتراجع.
كان الباب العالي لم يكن قادرا على اتخاذ تدابير فعالة في ذلك الوقت لقمع علي بك، الذي سعى لتوطيد سياداته عن طريق إرسال الحملات ضد القبائل المغيرة في كل من شمال وجنوب مصر وتحسين الاقتصاد والعدالة.
كما أرسل أبو الدهب لإخضاع الهوارة لسيادته، التي احتلت الأراضي بين أسوان وأسيوط، وأرسلت قوة من 20,000 جندي لغزو اليمن. تم إرسال ضابطاً يدعى إسماعيل بك مع 8,000 رجل للاستحواذ على الشاطئ الشرقي للبحر الأحمر، وأرسلت إلسان بك لاحتلال جدة. في غضون ستة أشهر، كان الجزء الأكبر من شبه الجزيرة العربية تخضع لعلي بك، وعين ابن عمه كشريف مكة الذي أنعم على علي بك بإعلان رسمي بلقب سلطان مصر وخان للبحرين.
وقد أرسل أبو الدهب مع قوة من 30,000 جندي في العام نفسه لغزو سوريا، وتم إرسال وكلاء للتفاوض إقامة تحالفات مع البندقية وروسيا. أبو دهب أخذ بسهولة المدن الرئيسية في فلسطين وسوريا، وانتهى بدمشق، ولكن في هذه المرحلة يبدو أنه قد دخل في مفاوضات سرية مع الباب العالي، الذي تعهد له باستعادة مصر لسلطانها العثماني. وبدأ في جمع جميع القوى في سوريا لكى يتمكن من الاستيلاء على صعيد مصر، وتمكن من الاستيلاء على أسيوط في أبريل 1772. وقد جمع قوات إضافية من البدو، وسار بهم القاهرة. كما تم إرسال إسماعيل بك من قبل علي بك مع قوة من 3,000 لصد قوات أبو الدهب، ولكن انضم باستن إسماعيل وجنوده مع أبو دهب. أما علي بك كان يهدف في البداية للدفاع عن نفسه أطول فترة ممكنة في القلعة في القاهرة، ولكن وردت معلومات عن أن صديقه ضاهر عمر كان لا يزال على استعداد لمنحه اللجوء، وغادر القاهرة لسوريا في 8 أبريل 1772، قبل يوم واحد من دخول أبو دهب. وفي عكا، بدا يستعيد قوته بها. وفقا للاتفاق الذي كان قد أدلى به مع الإمبراطورية الروسية أرسلوا سفينة روسية خارج الميناء، كما وفر له مخازن وذخيرة، وقوة من 3,000 ألبانى. كما أرسل علي بك أرسل واحدًا من ضباطه، وعلي بك الطنطاوي، لاسترداد المدن السورية التي استولى عليها أبو الدهب الآن في حوزة الباب العالي. فقام بنفسه بأخذ يافا وغزة، في يوم 1 فبراير 1773، أنه تلقى معلومات من القاهرة أن أبو الدهب قد جعل نفسه شيخ البلد وتقلد زمام الأمور. فبدأ على بك استعداده ترأس جيش من 8,000 رجل، ويوم 19 أبريل التقى جيشه بجيش أبو الدهب في الصالحية. وكانت قوات علي بك ناجحة في المعركة الأولى، ولكن بعد يومين، اضطر إلى تيسيير أمر الجيش مرض وجروح كثير من ضباطه. وكانت النتيجة هزيمة كاملة لجيشه، وبعد ذلك رفض أن يترك خيمته؛ وألقي القبض عليه بعد المقاومة الباسلة، واقتيد إلى القاهرة، حيث توفي بعد سبعة أيام.
بعد وفاة علي بك، أصبحت مصر مرة أخرى تابعة للباب العالي، يحكمها أبو الدهب كشيخ البلد كما حصل على لقب الباشا. وبعد وقت قصير تلقى بعد ذلك على إذن من الباب العالي لغزو سوريا، وذلك بهدف معاقبة مؤيد علي بك في يقصد به ضاهر العمر، وغادر إسماعيل بك وإبراهيم بك كنواب له في القاهرة الذين انشقوا عن علي بك في معركة الصالحية. وبعد أخذ العديد من المدن في فلسطين، توفى أبو الدهب لأسباب غير معروفة؛ فاضطر مراد بك بالرجوع بقواته إلى مصر يوم 26 مايو 1775.
أصبح إسماعيل بك شيخ البلد الآن، ولكن سرعان ما كان متورطا في نزاع مع إبراهيم ومراد، بعد مرور فترة زمنية نجح أبراهيم ومراد بك في طرد إسماعيل من مصر وإنشاء حكم مشترك مماثل لتلك التي كان قد حاول سابقيهم (باسم الشيخ ال بلد، وأمير الحاج، على التوالي). وكان الاثنان في تشاجر مستمر، التي هددت في ذات مرة للدخول إلى حرب مفتوحة، ولكن تم تفادي هذه الكارثة، والحفاظ على سيادة مشتركة حتى 1786، عندما تم إرسال حملة من الباب العالي لاستعادة السيادة العثمانية في مصر. حاول مراد بك المقاومة، لكنه هزم بسهولة. وقرر مع إبراهيم على الفرار إلى صعيد مصر والانتظار تجاه الأحداث. في 1 أغسطس، دخل القائد التركي حسن باشا الجزائري القاهرة، وبعد الإجراءات العنيفة التي اتخذت من أجل استعادة النظام؛ تُصّب إسماعيل بك شيخ البلد مرة أخرى وباشا جديد لمصر. وفي يناير العام 1791 انتشر الطاعون في القاهرة وأماكن أخرى في مصر، التي سقط ضحاياها إسماعيل بك ومعظم أفراد عائلته. ونظرا للحاجة إلى حكام المختصين، أرسل إلى إبراهيم بك ومراد بك واستأنفوا حكومتهم المزدوجة مرة أخرى. واستمروا في منصبهم حتى عام 1798 عندما دخل نابليون بونابرت مصر.

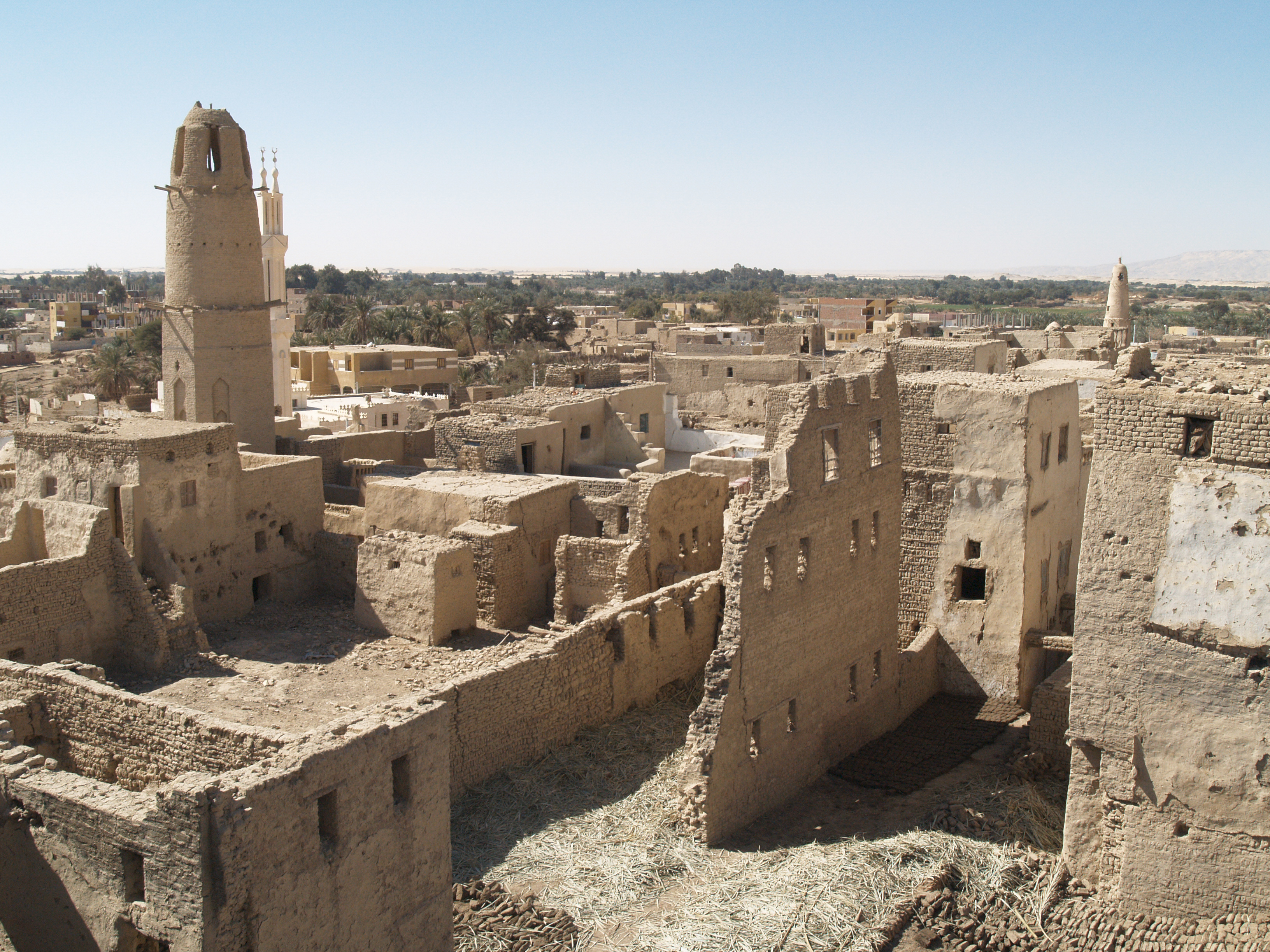
مدينة القصر الأثرية - الواحات الداخلة.

### الاحتلال الفرنسي

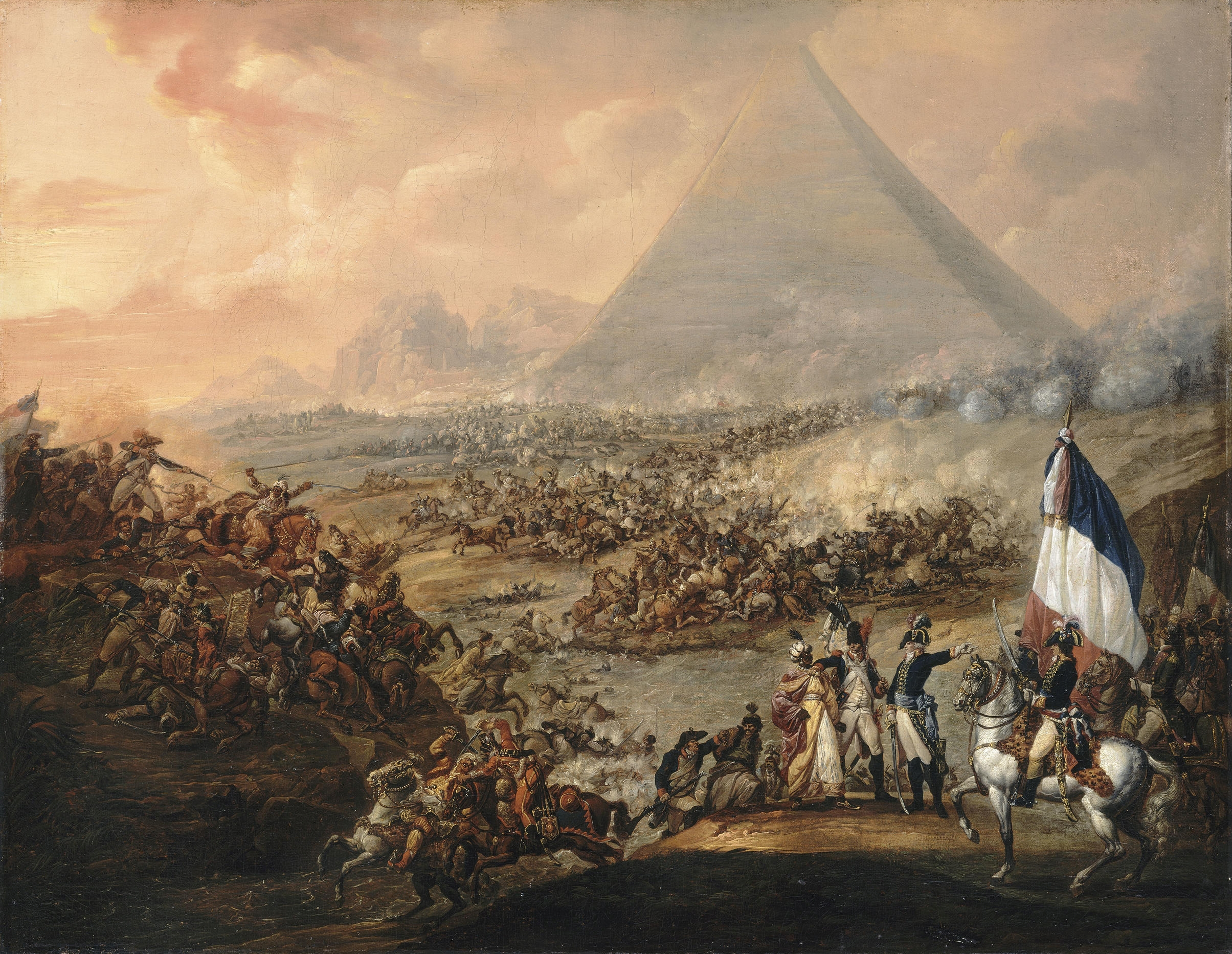
معركة الأهرامات، فرانسوا لوي جوزيف واتو، 1798–1799

#### هدف الغزو
كان الهدف المزعوم من الحملة الفرنسية إلى مصر هي إعادة السلطة للباب العالي وقمع المماليك، وطبقاً للبروباجندا الحربية ادعى أنه «صديقاً للسلطان العثماني» وادعى أيضا أنه قدم إلى مصر «للاقتصاص من المماليك» لا غير، باعتبارهم أعداء السلطان، وأعداء الشعب المصري وهذه رسالة نابليون بونابرت الذي دعاه المؤرخين المسلمين الجنرال علي إلى شعب مصر:
"بسم الله الرحمن الرحيم، لا اله الا الله وحده ولا شريك له في ملكه...
ايها المشايخ والأئمة...قولوا لأمتكم ان الفرنساوية هم أيضاً مسلمون مخلصون وإثبات ذلك انهم قد نزلوا في روما الكبرى وخرّبوا فيها كرسي البابا الذي كان دائماً يحّث النصارى على محاربة الإسلام، ثم قصدوا جزيرة مالطا وطردوا منها الكوالليرية الذين كانوا يزعمون ان الله يطلب منهم مقاتلة المسلمين، ومع ذلك فإن الفرنساوية في كل وقت من الأوقات صاروا محبين مخلصين لحضرة السلطان العثماني..أدام الله ملكه...أدام الله إجلال السلطان العثماني أدام الله إجلال العسكر الفرنساوي
لعن الله المماليك وأصلح حال الأمة المصرية".
ومما أدى بعد ذلك قد أن لا يكون أي شك من الشعور الودية من الفرنسيين إلى الباب العالى، وطلب من القرى والبلدات التي استسلمت للغزاة رفع أعلام كل من الباب العالي والجمهورية الفرنسية، والشكر للمصريين، والخلاص من المماليك والدعاء لكل من السلطان العثماني والجيش الفرنسي. ولكن لم يقتنع الكثير من المصريين بما أعلنه بونابرت. وبعد معركة امبابه (المعروف أيضا باسم معركة الأهرامات)، حيث تشتت قوات كل من مراد بك وإبراهيم بك، ونهب عامة الناس بيوت البايات بسهولة. وقد تم إرسال وفد من الأزهر لبونابرت للتأكد من نواياه.
وأنشئ دواوين عربية مكونة من المشايخ والعلماء يكون لها رأيا استشاريا للإدارة، لتعاون الإدارة في الحكم وهو انعكاس للأفكار الفرنسية والتي واكبت الثورة الفرنسية وكان لها صدى كبير في فرنسا في حينه واستمر فيما بعد وكان بداية المشاركة المجتمعية في الحكم في فرنسا والعالم، الذي استمر في ممارسة السلطة الديكتاتورية.

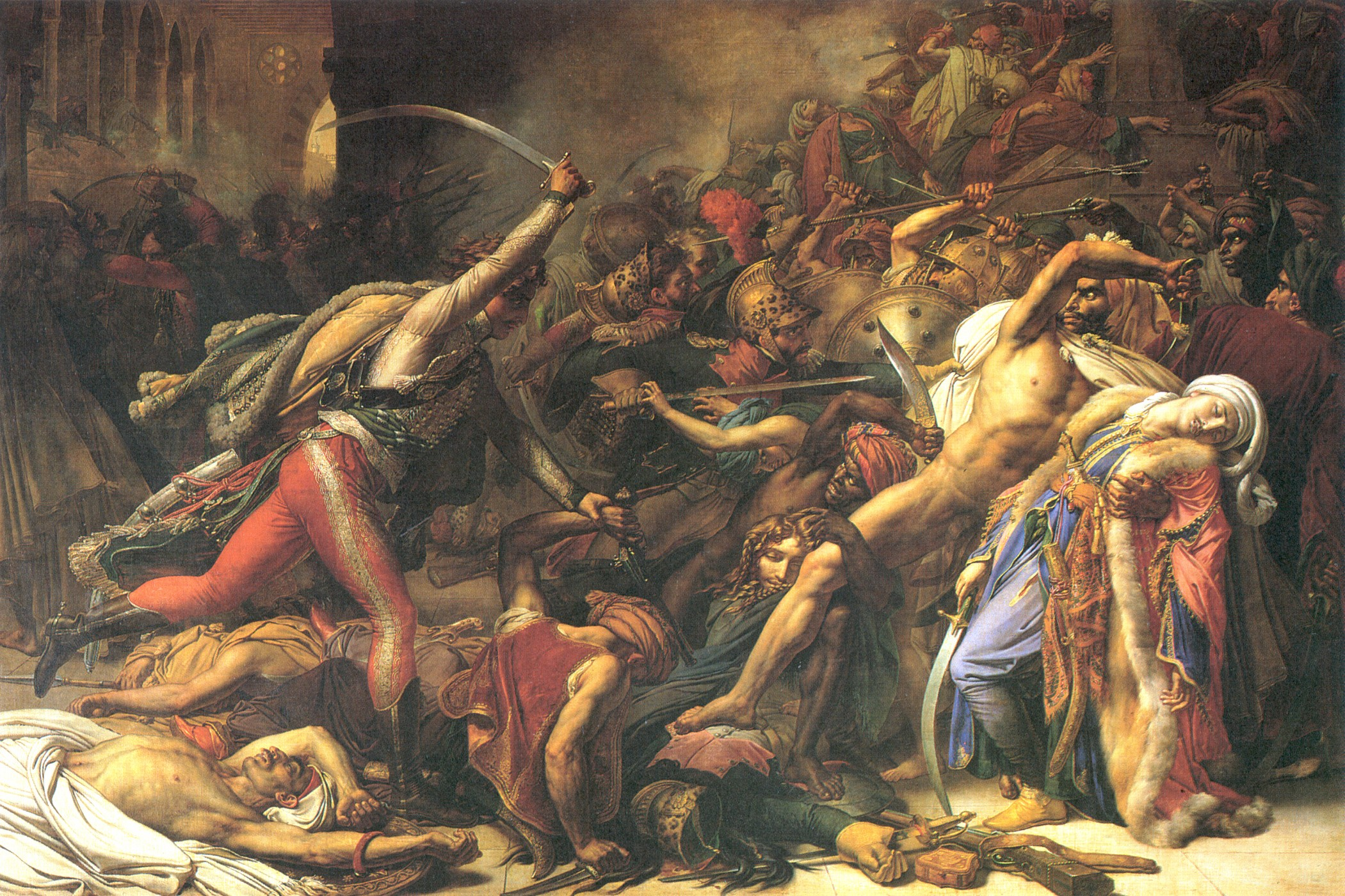
ثورة القاهرة الأولى ضد الاحتلال الفرنسي.

#### معركة النيل
تدمير الأسطول الفرنسي في معركة النيل، وفشل القوات الفرنسية في الوصول لمصر العليا (حيث وصلوا للشلال الأول) للاستيلاء على ممتلكات مراد بك، زعزع إيمان المصريين بقوتهم. نتيجة لسلسلة من الأحداث الغير المرغوب فيها، نمت علاقات متوترة بين الغزاة والأهالي، ومؤخراً فرض الضرائب على المنازل. وفي 22 أكتوبر 1798 اندلعت انتفاضة في القاهرة. كان مقر التمرد في جامعة الأزهر. في هذه المناسبة، قتل الجنرال الفرنسي ديبوي، حاكم القاهرة. اتخذ بونابرت الإجراءات الفورية وطالب بوصول الجنرال جان بابتيست كليبر من الإسكندرية، وازداد القمع بصورة وحشية في البلاد؛ وقاموا بجريمة بشعه بقتل المصلون في مسجد الأزهر.
نتيجة لهذه المسألة، تم قمعها المجلس التداولي، ولكن يوم 25 ديسمبر صدر إعلان جديد إعادة تشكيل دواوين اللذين تم إنشاؤها من قبل الأتراك؛ وكان ديوان خاص لتتكون من 14 شخصا، وكان الديوان العام يتألف من الموظفين، وتلبية لحالات الطوارئ.
نتيجة للرسائل الإخبارية التي وصلت بونابرت في 3 يناير 1799، معلنةً نية الباب العالى لغزو البلاد بهدف استعادتها بالقوة، وصمم بونابرت على حملته على سوريا، وعين حكام على القاهرة والإسكندرية وصعيد مصر أثناء غيابه.

#### هزيمة الجيش العثماني

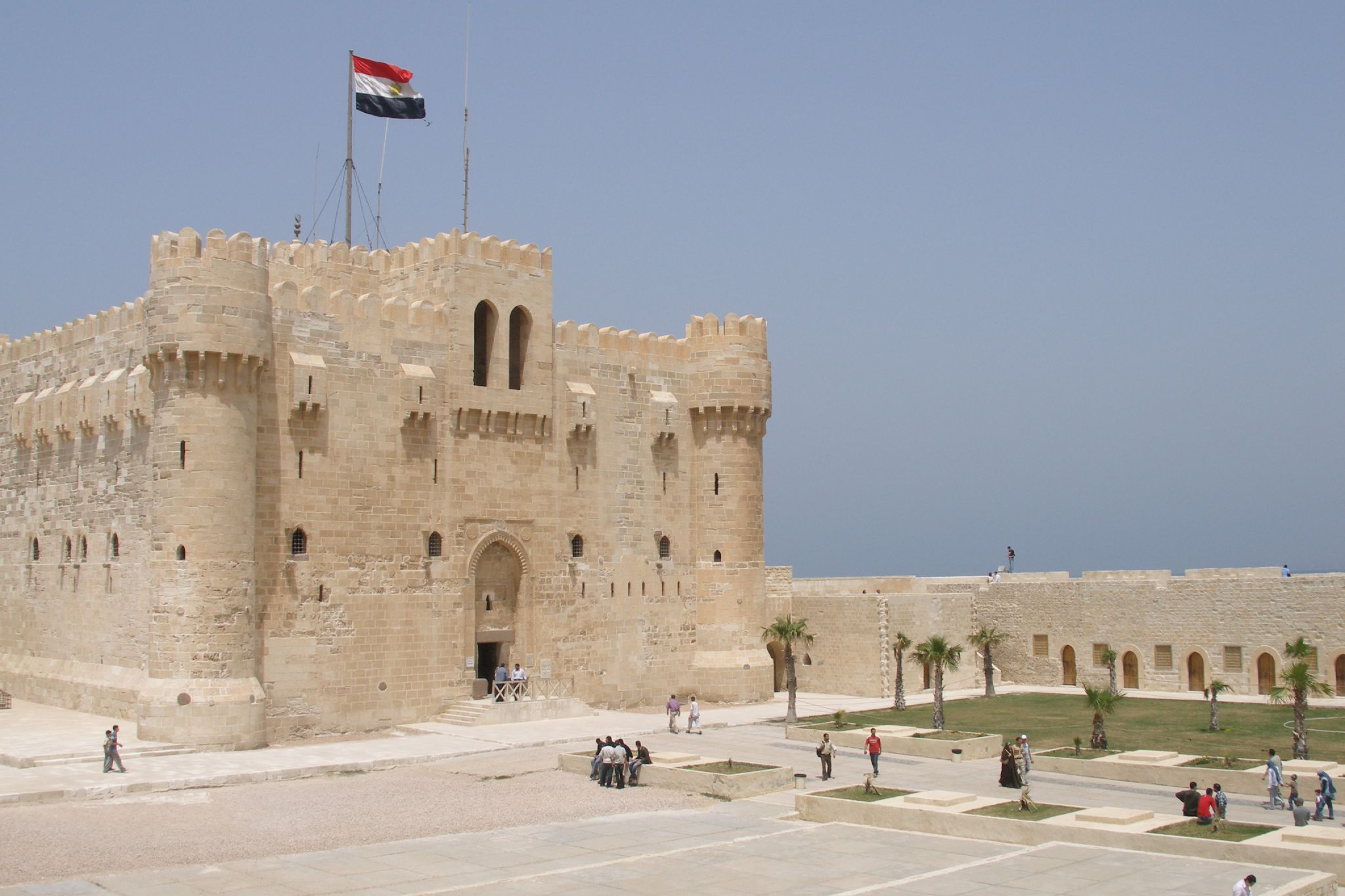
قلعة قايتباي

عاد بونابرت في بداية يونيو من تلك الحملة الفاشلة. وحاول مراد بك وإبراهيم بك الاستفادة من هذه الفرصة لجمع قواتهم ومحاولة هجوم مشترك على القاهرة، ولكن وصل بونابرت في ذلك الوقت وألحق الهزيمة بهم. في الأسبوع الأخير من الشهر ذاته، حيث ألحق هزيمة ساحقة للجيش التركي الذي كان سقط في أبو قير، بمساعدة الأسطول البريطاني بقيادة السير سيدني سميث.
بعد وقت قصير من انتصاره غادر بونابرت مصر، بعد أن عين كليبر في الحكم في غيابه حيث أبلغ فيه شيوخ من القاهرة لم يكن ليستمر لأكثر من ثلاثة أشهر. وفي الوقت ذاته كليبر يعتبر حالة من الغزاة الفرنسيين محفوفة بالمخاطر للغاية، وكتب لإبلاغ الجمهورية الفرنسية للحقائق. وأرسل الباب العالى حملتين بعد وقت قصير من رحيل بونابرت لاسترداد مصر: القوة الأولى أرسلت عن طريق البحر إلى دمياط، بينما الأخرى تحت قيادة يوسف باشا دخل مصر من الطريق البري من دمشق إلى العريش. وحققت القوة العثمانية الأولى بعض النجاح، وكانت النتيجة وافق الاتراك على اتفاقية يوم 24 يناير 1800 والذي بموجبه كانت الفرنسية لإنهاء مصر. تقدمت القوات التركية إلى بلبيس، حيث كان في استقبالهم شيوخ من القاهرة وعاد المماليك أيضا إلى القاهرة من مخابئهم.
قبل الانتهاء من الاستعدادات لرحيل الفرنسيين، لكن جاءت أوامر لسميث من الحكومة البريطانية تمنع تنفيذ الاتفاقية ما لم يتم التعامل مع الجيش الفرنسي كأسرى حرب. وعندما تم إبلاغ هذه الأوامر لكليبر، وقال انه ألغى الاوامر المعطاة سابقا للقوات، وشرع في وضع البلاد في حالة من الدفاع. وبرحيله أكثر من الجيش لمهاجمة الأتراك في المطرية أدت إلى أعمال شغب في القاهرة، وبعد أن هزم الأتراك كانت القوات الفرنسية تقريبا قادرة على العودة إلى العاصمة. في 14 أبريل انه قصف بولاق وشرعت في قصف القاهرة. وتم استتباب النظام في وقت قريب، وفرض غرامة مالية قدرها 12 مليون فرنك على مثيري الشغب. سعى مراد بك مقابلة مع كليبر، ونجح في الحصول على حكومة مصر العليا منه. ثم توفي بعد ذلك مراد بك بوقت قصير وخلفه عثمان بك البرديسى.

#### الاغتيال
يوم 14 يونيو، تم اغتيال كليبر بواسطة سليمان الحلبي، قد حُرض إلى ذلك من قبل لاجئين الإنكشارية في القدس، الذي كان قد جلب رسائل إلى شيوخ الأزهر. على الرغم من أنهم لم يقدموا له أي دعم، وأعدم ثلاثة من المشايخ من قبل الفرنسيين لتورطهم في تلك الحادثة. والقاتل تعرض للتعذيب ثم اعدم، على الرغم من الوعد بالعفو له إذا أبلغ عن أسماء رفاقه. ثم آلت قيادة الجيش على (البارون دي) مينو الذي اعتنق الإسلام، والذي سعى إلى التوفيق بين المسلمين عن طريق اتخاذ تدابير مختلفة مثل استبعاد جميع المسيحيين (مع استثناء فرنسياً) من الديوان، ليحل محلهم الأقباط الذين كانوا في الحكومة مع المسلمين، وإخضاع السكان الفرنسيين للضرائب. مهما كانت شعبيته قد تم اكتسابها من خلال هذه التدابير فقد أُبطلت عن طريق إعلانه أن مصر تحت الحماية الفرنسية.
في الأسابيع الأولى من شهر مارس عام 1801، دخلت القوات الإنجليزية الإسكندرية تحت قيادة السير رالف أبركرومبي أبو قير، حيث تعرضوا لهجوم من قبل مينو؛ وتم صد القوات الفرنسية، ولكن أصيب قائد القوات الإنجليزية إصابة قاتلة في الهجوم. وفي يوم 25، وصلت تعزيزات تركية جديدة مع أسطول قبطان باشا حسين. وأرسلت قوات مشتركة الإنجليزية والتركية جنبا إلى جنب لإسقاط رشيد. وفي يوم 30 مايو، هوجم القائد العام بليار الحاكم الفرنسي في القاهرة من الجانبين القوات البريطانية تحت قيادة الجنرال جون هاتشينسون هلى والأتراك تحت قيادة يوسف باشا، وبعد مفاوضات وافق بليارد على إخلاء القاهرة والإبحار مع 13,734 من قواته إلى فرنسا. في 30 أغسطس اضُطر مينو لقبول ظروف مماثلة، وغادر الإسكندرية هو و 10,000 من قواته لأوروبا في سبتمبر. وقد كان هذا هو إنهاء الاحتلال الفرنسي لمصر.

### مصر تحت حكم محمد علي

#### استيلاء محمد علي على السلطة
بدأت عملية استيلاء محمد علي باشا على السلطة في مصر بالموازاة لثلاث حروب أهلية بين الأتراك العثمانيين والمماليك المصريين، والمرتزقة الألبان. انتهت بانتصار الألبان تحت قيادة محمد علي باشا.
هكذا كانت الحال في مصر حينما أخذ محمد علي يطمح إلى منصب الولاية. ولا يستبعد ان تكون تلك الحال نفسها حملته على الطموح إلى هذا المنصب بعد اقتناعه بعدم اقتدار أحد من كبار الرجال المشتركين في النزاع على التغلب على منازعيه والاستئثار بالحكم وإدارة شؤون البلاد بالحكمة والحزم. أما النزاع بين الوالي والمماليك، فكان لابد من دخوله سريعا في دور حاد لأن الوالي كان مدفوعا إلى الإسراع في منازلة المماليك بالأوامر التي وردت عليه من الآستانة، وبشدة حاجته إلى المال لدفع مرتبات الجنود. على أنه ما كاد ينازل المماليك حتى تبين له خصم جديد من قواد جيشه، وهو محمد علي الذي كان قبلا من أصدقائه المقربين، لكنه لما اختبر ما عند محمد علي من المقدرة والطموح صار يرى فيه صديقا مخيفا، ولم يكن مخطئا في رأيه كما سنرى.قالب:كتاب إبراهيم باشا في سوريا
عندما تسلم خسرو باشا منصب الولاية في القاهرة، كان المماليك مسؤولين عن الوجه القبلي من الديار المصرية وعلى معظم الوجه البحري، فوجه إليهم فرقتين من الجند احداهما بقيادة يوسف بك، والثانية بقيادة محمد علي. فنازل المماليك فرقة يوسف بك وهزموها شر هزيمة قبل أن يصل محمد علي بفرقته إلى ساحة القتال، فنسب انكسار فرقة يوسف بك إلى تعمد محمد علي التأخر في نجدتها، فاستدعاه خسرو باشا ليلا إلى مقره في القلعة زاعما انه يرغب في مفاوضته في أمر هام، وهو انما كان يقصد الإيقاع به، فأدرك محمد علي قصد خسرو باشا، وجاوبه انه سيحصر لمقابلته نهارا على رأس فرقته. وعلى أثر ذلك ثار الجنود على الوالي طالبين مرتباتهم المتأخرة، ولم يستطع الوالي دفع المتأخر لهم، فرغب طاهر باشا كبير قواد الجيش التوسط بينه وبين الجنود الثائرين، فرفض خسرو باشا مفاوضته، فانحاز طاهر باشا إلى الجند وسار بهم إلى القلعة، فألجأ خسرو باشا إلى الفرار، وتولى الحكم بعده بالوكالة سنة 1803.
منذ ابتداء الحوادث صار معلوما أن هنالك محركا غير منظور يدير من وراء الستار حركات الجنود والطامعين بالولاية في بحذاقة لاعب الشطرنج البارع وكان ذلك المحرك محمد علي، لكنه رغما عن طموحه الشديد إلى منصب الولاية، لم يتعجل الأمر بل اتبع خطة تضمن له الوصول إلى الولاية بعد أن تقضي على سائر المرشحين لها والطامعين فيها، وتزيل من طريقه العناصر المعادية. وبمقتضى تلك الخطة أصبح كل من يتولى الحكم عرضة للقتل أو العزل العاجل، بعد أن ينال محمد علي بواسطته بعد مآربه. فعليه بعد أن تولى طاهر باشا أعمال الولاية، حمله محمد علي على مراسلة البرديسي أحد زعيمي المماليك الكبيرين ليتقرب من المماليك، ويأمن شرهم في أثناء العراك القائم بسبب الولاية، لكن عهد ظاهر باشا بالولاية لم يطل لأن الانكشارية ثاروا عليهم مطالبين بمرتباتهم، فأدى ذلك إلى خصام بين الباشا والضباط الذين انتدبهم الانكشارية لمفاوضته، وانتهى الخصام بقتل طاهر باشا، واغتنم محمد علي الفرصة فاتفق مع المماليك.
وكان في مصر حينئذ أحد وزراء الدولة العثمانية المدعو أحمد باشا قاصدا إلى المدينة المنورة التي عين واليا عليها فأراد الانكشارية إجلاسه على كرسي ولاية مصر، غير أن محمد علي لم يوافقهم على ذلك. وبالاتفاق مع المماليك طردوا أحمد باشا من القاهرة، ثم بطش الألبانيون بالانكشارية بإغراء محمد علي، ولم يبق في مصر من الرجال المنتمين إلى حكومة الآستانة الذي يخشى محمد علي شرهم سوى خسرو باشا الوالي السابق الذي كان مقيما في دمياط فهاجمه محمد علي وعثمان بك البرديسي برجالهما وأحضراه إلى القاهرة. وهكذا لم يبق لمحمد علي خصم ظاهر من رجال الآستانة، كما أن عثمان بك البرديسي صارت اليه السلطة العليا بين المماليك، لأن مناظره محمد بك الألفي كان قد ذهب إلى إنجلترا طامعا بالاستقلال بالحكم في مصر بمساعدة إنجلترا.
واتصلت بالدولة العثمانية أخبار الحوادث المصرية، فراعها اتحاد المماليك والألبانيين، فوجهت علي باشا الجزائري واليا وأصحبته بألف جندي وبعد مناورات لا محل لذكرها، اعترضت الجنود الألبانية علي باشا في طريقه من الإسكندرية إلى القاهرة ففتكت بجنوده وقادته أسيرا إلى القاهرة ثم وجهوه إلى سوريا لكنهم قتلوه في الطريق.
وفي أوائل سنة 1804 عاد محمد بك الألفي من انكلترا، حاملا الكثير من التحف والأموال، وصعد نحو القاهرة في النيل. ولما كان وجوده في مصر يهدد محمد علي وعثمان بك البرديسي على السواء، اتفقا على مقاومته فاعترضه رجالهما في النيل ونهبوا الأموال والتحف التي جاء بها، أما هو فبادر إلى النزول إلى البر ونجا بنفسه واختبأ عند العرب.
يظهر للقارئ مما تقدم أن محمد علي كان له نصيب كبير في تدبير جميع الحوادث التي سلف ذكرها، غير أنه مع هذا كان بعيدا عن كل مسئولية تجاه الشعب والجند. فكان إذا تأخر دفع مرتبات الجند وقعت المسئولية على من يتولى إدارة البلاد وثارت الجنود عليه لا على قائد الجند، وإذا فرضت الأموال على الأهلين واستثقلوا وطأتها نقموا على الحكام الذين فرضوها. أما محمد علي فكان في تلك الأحوال يشارك الجند والشعب في التوجع لما أصابهم، ويظهر الاهتمام بتحصيل حقوقهم وتخفيف كروبهم، فأصبح صديق الجند والشعب. وهذه أهم النتائج التي يبغي الحصول عليها قبلما يرشح لمنصب الولاية، لأن على الجند والشعب يتوقف تثبيت قدمه في البلاد.
واتفق أن مرتبات الجنود كانت متأخرة فثار الألبانيون على عثمان بك البرديسي وطالبوه بدفعها، ففرض على أهل القاهرة ضرائب فادحة ليتمكن من دفع مرتبات الجنود، فأغضب ذلك الأهالي، ونزعوا إلى الثورة، فتدخل محمد علي في الأمر، وأظهر عطفا شديدا على الأهلين ووعدهم بالمساعدة لرفع هذه المظلمة عنهم، فثابوا إلى السكون. وكان المماليك قد أخذوا يشعرون أن محمد علي يبطن لهم العداء، والحقيقة أنه كان حينئذ في غنى عنهم بل صار اضعافهم خيرا له، فبدأ المشادة بين الفريقين.
وتجددت الثورة في القاهرة على المماليك باتفاق الأهالي والألبان، وحدث قتال عنيف وبرز محمد علي نفسه إلى ميدان القتال، فتغلب على المماليك، وألجأ جميع أمرائهم إلى الفرار من القاهرة. فعندئذ أصبح محمد علي صاحب العقد والحل في القاهرة لأن زمام الجند والشعب كان في يده، غير أنه لم يتسرع في طلب الولاية لنفسه، ولعله حاول هذه المرة اثبات إخلاصه للدولة العثمانية حتى لا تناوئه متى آن أون ترشيحه للولاية. وكان لا يزال موجودا في القطر المصري اثنان من الباشوات العثمانيين، أحدهما خسرو باشا والثاني أحمد خورشيد باشا حاكم الإسكندرية.
فدعا محمد علي علماء البلد وأعيانها إلى اجتماع أظهر لهم في اثنائه وجوب المبادرة إلى تعيين وال على البلد، واقتراح إخراج خسرو باشا من معتقله وتقليده منصب الولاية، فوافق العلماء والأعيان على ذلك. غير أن الزعماء الألبانيين اعترضوا على هذا التعيين وطلبوا من محمد علي إخراج خسروا باشا من البلاد، فأذعن إلى طلبهم وأعاد خسرو باشا إلى الآستانة. ولا يخفى أن الألبانيين كانوا رجال محمد علي الذين عليهم جل اعتماده ولديهم تودع أسراره، فلا يعقل والحالة هذه انه كان يجهل شعور زعمائهم نحو خشرو باشا عندما اقترح رده إلى منصب الولاية، بل يستشف من عمله التواطؤ مع الزعماء الالبانيين على اتخاذ ترشيح خسرو باشا لمنصب الولاية واخراجه من معتقله، كان وسيلة لاخراجه من القطر المصري، فيقرب محمد علي خطوة جديدة من الولاية بدون أن يكون في مظهره ما يغضب الباب العالي. والمشهور أن خسرو باشا كان يعتقد سوء النية في محمد علي، فأظهر نحوه أشد العداء بعد عودته إلى الآستانة وتوليه المناصب العالية فيها. وكان للعداء بينهما شأن عظيم في النزاع الذي وقع بعد ذلك بين السلطان محمود ومحمد علي. فبعد إخراج خسرو باشا من القطر المصري، لم يبق فيه من كبار العثمانيين من يصح تعيينه واليا سوى خورشيد باشا، فاتفق العلماء والأعيان وزعماء الجند على تعيينه واليا وتعيين محمد علي قائم مقام له. ووافق الباب العالي على ذلك في سنة 1804، أما خورشيد باشا فلقى ما لقى أسلافه من الصعوبات في الحصول على الأموال، وفي دفع مرتبات الجنود، فقرض الأموال الطائلة على أهل القاهرة، وابتز كثيرا منها من بعض الأفراد وخصوصا من المنتسبين إلى المماليك، فشمل الاستياء منه جميع الطبقات. وكان في الوقت عينه يشعر بعدم اخلاص محمد علي، وبشدة وطأته، وظن أنه يتخلص منه بإشغاله بمحاربة المماليك، غير ان انتصارات محمد علي في تلك المحاربة، وشدة عطفه على الأهلين والجند، زاده رفعة في عيون الجميع، ووطد مكانته في البلد خصوصا لدى العلماء والأعيان.
فرأى الوالي انه لابد له من قوة من رجال الدولة العثمانية تقف بجانبه وتعزز مقامه، والا أضحى بين يدي محمد علي كريشة في مهب الريح، ففاوض رجال الدولة في ذلك، بينما كان محمد علي بعيدا عن القاهرة مشتغلا بمحاربة المماليك، فوجهوا اليه ثلاثة آلاف مقاتل من طائفة الدالاتية، غير أن وجودهم في القاهرة لم يزد موقفه إلى ضعفا وارتباكا، لأنهم عمدوا إلى السلب والنهب وارتكاب شتى المنكرات والمحرمات، فزاد سخط الأهالي على خورشيد باشا، لأنه لم يشأ أو لم يستطع كف أذى الجند عنهم. كما أن محمد علي لما بلغه قدوم الدالاتية إلى القاهرة عاد اليها، وأخذ يدس الدسائس على الوالي ويستميل عنه حتى رجاله الدلاتية. وبما أن تأخر دفع مرتبات الجنود كان من القواعد المطردة في ذلك الزمن، ثار الألبانيون عليه مطالبين بدفع مرتباتهم، فوقف الدالاتية على الحياد، فوجد خورشيد باشا نفسه في موقف حرجا عما كان عليه قبل قدوم الدالاتية.
وفي أثناء ذلك ورد مرسوم من الآستانة بتولية محمد علي باشا على جدة. وانما جرى ذلك بناء على مخابرات سابقة بين الباب العالي وخورشيد باشا درءا للخطر الذي خشيا وقوعه عليهما فيما لو بقى في مصر، فأظهر محمد علي استعداده لتنفيذ مرسوم الآستانة، وأخذ يتأهب للسفر، غير أن الجند والشعب الساخط على الوالي رجوا منه أن يبقى في مصر لاقتناعهم بأنهم لن يجدوا حاكما أرأف من محمد علي بحالتهم أو أقدر منه على انالتهم حقوقهم أو أكثر كفاءة لتولي الأحكام، فاتفق زعماء الجند والعلماء والأعيان على اسقاط خورشيد باشا من منصب الولاية، وانتخاب محمد علي بدلا منه. وكتبوا إلى الآستانة في ذلك، فأجيب ملتمسهم، وتلقى محمد علي مرسوما بذلك في يوليو سنة 1805. أما خورشيد باشا فانه قاوم هذا التعيين، لكنه اضطر اخيرا للتسليم وأعيد إلى الآستانة.
وما كاد محمد علي يفرغ من مناهضة الباشوات العثمانيين حتى برز الإنكليز لمقاومته، طالبين من الباب العالي اسقاطه، وتسليم إدارة الأحكام للماليك، بزعامة صديقهم محمد بك الألفي الذي ذكرنا قبلا علاقته بإنكلترا، فأرسل الباب العالي القبطان باشا بأسطوله إلى مصر لتنحية محمد علي باشا عن كرسي الحكم، غير أنه وجد الشعب والجند يؤيدانه، ورأى الشقاق سائدا على المماليك، كما أنه أطلع على غرض إنكلترا من عزل محمد علي واعادة حكم المماليك، وبناء على ذلك وعلى ما عرضه المصريون إلى الباب العالي بواسطة إبراهيم باشا ابن محمد علي الذي أوفدوه إلى الآستانة، صدر مرسوم جديد بتثبيت محمد علي في منصبه، فوصل هذا المرسوم إلى مصر في 7 تشرين الثاني (نوفمبر) سنة 1806. وقد كان لمساعي قنصل فرنسا في الإسكندرية لدى القبطان باشا ولسفير فرنسا في الآستانة وللمال والهدايا التي يبعث بها محمد علي إلى الآستانة تأثير عظيم على هذا التثبيت.

#### الحملة على السعودية (1811–1818)
بدأت هذه الحرب في سنة 1811، وانتهت في سنة 1818. قاد حملتها الأولى طوسون باشا من سنة 1811 إلى 1815، وأصيبت جنوده في بادئ الأمر بانكسار شنيع، لكن عاد فاستولى على مكة والمدينة وجدة، والطائف بعد متاعب وأخطار جمة، ثم ذهب محمد علي بنفسه إلى الحجاز في آب (أغسطس) 1813 ليشرف على الأعمال الحربية فمكث هناك إلى شهر حزيران (يونيه) سنة 1815.
ثم تولى قيادة الحملة الوهابية إبراهيم باشا من أواخر سنة 1816 إلى أن انتهت في أواخر سنة 1814، فقهر الوهابيين واستولى على مدنهم، وأكره زعيمهم عبد الله بن السعود على التسليم والذهاب إلى مصر، ومنها أرسل إلى الآستانة فقتلته الحكومة العثمانية على أثر وصوله. فكان للقضاء على الوهابيين فرح عظيم في العالم الإسلامي اقترن به ذكر محمد علي بالإعجاب والتكريم. وظهرت في أثناء هذه الحرب كفاءة إبراهيم باشا وصفاته العسكرية الممتازة، وبها ابتدأت شهرته التي طبقت الآفاق فيما تلاها من الحروب ومكافأة له على انتصاراته الباهرة أنعم عليه السلطان بولاية جدة.
وعدا الشهرة الواسعة التي نالها محمد علي في البلدان الأجنبية لتغلبه على الوهابيين، ازدادت سلطته رسوخا في القطر المصري، وخصوصا على رجال الجيش، لأن محاربة عدو باسل مدة سبع سنين في بلاد مقفرة أهلكت عددا كبيرا من الضباط والجنود المشاغبين، إما قتلا في المحاربة أو موتا بالأمراض، كما أن الانكسارات الأولى التي أصابت الجيش قضت على خيلاء بعض كبار ضباطه، بل أذلتهم ونزعت من الجنود الثقة بهم، فاغتنم محمد علي هذه الفرصة لتمكين قبضته لضباطهم، فكان إذا انتقل الضابط من جهة إلى أخرى انتقلت جنوده معه، كأنما هم مماليكه ولا علاقة لهم مباشرة بالقيادة العامة.

#### الاصلاحات (1808–1823)
ان أظهر صفات محمد علي على بعد النظر والحزم والمرونة السياسية. أدرك برأيه الصائب أن اقتباس الأنظمة الأوروبية ومجاراة الأوروبيين في الأساليب العمرانية أمور لابد منها لرقي بلاده، وتثبيت دعائم حكومته التي كانت حكومة الآستانة تعمل على تقويضها، فلما أخفق في محاولته تنظيم الجيش للمرة الأولى ستر اخفاقه بلباقته السياسية، لكنه بقى مصرا على العودة إلى التنظيم عند سنوح أول فرصة، وتمهيدا لذلك استمال اليه بوسائل مختلفة بعض كبار الضباط المعارضين. وجهز حملة لفتح السودان بقيادة ابنه إسماعيل باشا اقصت الباقين من هؤلاء الضباط ومن تابعهم من الجنود.
جعل محمد علي للحملة على السودان ثلاث غايات وهي: التخلص من الضباط والجنود الذين كانوا يقاومون التنظيم العسكري والقضاء على المماليك الذين فروا من القطر المصري إلى دنقلة بعد مذبحة القلعة المشهورة، والحصول على مصادر جديدة للثروة والتجنيد. والسودانيون قوم بسل، ظن محمد على أنه يستطيع ان يؤلف منهم جيشا يحل محل الألبانيين وغيرهم. فبلغت الحملة غرضيها الأولين، لكنها لم تأت بالفائدة المادية المرجوة ولا حققت الآمال في التجنيد، نظرا لعدم مناسبة جو مصر للسودانيين.
فعمد إلى تجنيد الفلاحين المصريين وانتدب لتنظيم الجيش ضابطا فرنساويا قديرا وهو الكولونيل ساف Seve المعروف باسم سليمان باشا الفرنساوي، وأنشأ المدارس الحربية وبنى الأسطول. ومع اصلاحاته هذه نمت الصناعة في البلاد، واستعان على القيام بكل ذلك برجال الفنون والصنائع الأوروبيين، وكان أكثرهم من الفرنسويين لحسن علائقه السياسية بهم واقبالهم على بلاده. واهتم أيضا بنشر المعارف في البلاد وتحسين الأحوال الصحية، فأنشأ المدارس والمستشفيات، وأرسل البعثات العلمية إلى أوروبا، واستقدم منها أرباب الاختصاص.
ومن اصلاحات محمد علي المشهورة وانشاء قوة منظمة من البوليس، واقرار الأمن في جميع انحاء البلاد حتى ضاهت مصر في ذلك البلدان الأوروبية الراقية.
ووجه اهتماما عظيما إلى الإصلاح الاقتصادي، لأن جميع مشاريعه لا قوام لها إلا بالمال، فنشط الزراعة والتجارة فدرت عليه الخيرات، وبذل الجهد المستطاع في سبيل ترقية الصناعة، لكنها لم تكن رابحة. أما أعماله الزراعية، فأهما زراعة القطن الأمريكي والنيلة، واستيلاؤه على أكثر أملاك القطر المصري بطرق جائرة وتسخيره العمال لأجل القيام بمشاريعه الزراعية التي وضعها تحت مراقبة رجال الحكومة في المديريات، فنجحت أعماله وكثرت أرباحه، لكنه أنزل الضنك بعدد عديد من الملاكين، والعمال باغتصابه الأملاك وتسخير الرجال. وزاد على هذه المظالم استعمال منتهى الشدة في تحصيل الأموال الأميرية وفرض ضريبة جديدة وهي الفردة أو ضريبة الرؤوس، وكانت تجبي من رجال البلاد على اختلاف مذاهبهم.
لكن رغما عن هذه المظالم، فان اصلاحاته الجمة وتسامحه الديني جعله محترما في عيون الأوروبيين، فازدادت العلائق بين البلدان الأوروبية والمصرية، وكثر عدد مريديه والمعجبين به من الأوروبيين، نظرا لما كان يبديه من البشاشة في استقبالهم والحذق في أحاديثه الممزوجة بالظرف والفكاهة.

#### غزو ليبيا والسودان (1820)
في عام 1820 قدم محمد علي أوامر لبدء الغزو على شرق ليبيا. وكان من نواياه تمديد حكمه جنوبا للسودان، للسيطرة على قيمة تجارة القوافل المتجهة إلى البحر الأحمر، وتفريق المماليك الذين فروا إلى الجنوب، وتأمين مناجم الذهب الغنية التي كان يعتقد أنها موجودة في سنار. رأى أيضا في الحملة وسيلة للتخلص من قواته الساخطين والحصول على عدد كاف من الأسرى لتشكيل نواة جديدة للجيش.
وقاد إسماعيل الابن الأصغر لمحمد علي القوات المخصصة لهذه الحملة، حيث كانت تتألف من بين 4000 و 5000 من أتراك وعرب. غادروا القاهرة في يوليو 1820. لم تكن النوبة مهيأة لأكثر من معركة، فهُزم العرب الشايقية خارج محافظة دنقلا، وفُرقت بقايا المماليك ودمرت سنار.

#### ثورة أحمد (1824)
في عام 1824 اندلعت ثورة في صعيد مصر برئاسة شخص يدعى أحمد، وهو من سكان السليمية، وهي قرية تقع على بعد بضعة أميال أعلى طيبة. حيث أعلن نفسه نبيا، وسرعان ما تبعه بين 20,000 و 30,000 متمرد، ومعظمهم من الفلاحين، ولكن البعض منهم فارين من بلدة نظام الجديد، ولكن تم سحق التمرد من قبل محمد علي، وحوالي ربع أتباع أحمد لقوا حتفهم، لكنه نجا بنفسه. شهدت السنوات المتتالية نظام جديد في جميع أنحاء مصر وقوات جديدة على درجة عالية من التدريب والانضباط.

#### حملة اليونان (1824–1828)
تحت إمرة إبراهيم باشا باشرت قوات محمد علي بغزو اليونان، حيث حطت سفنهم في ميثوني واستولت على مدينة كالاماتا وسوتها مع الأرض. ومع كل التشويش والفوضى التي عمت في المعسكر اليوناني تمكن إبراهيم باشا من وضع يده على شبه جزيرة المورة وقام بنهبها وتدميرها، وبعد مقاومة شجاعة من قبل اليونانيين سقطت ميسولونغي أمام جيشه في أبريل 1826، بعد ذلك حاول إبراهيم باشا اجتياح نافبليو ولكنه لم يتمكن من نيل مبتغاه فيها، في غضون ذلك كانت قواته قد تمكنت من اكتساح وتخريب الريف اليوناني. عندها حول إبراهيم باشا انتباهه للمكان الوحيد الذي كان لايزال حراً في بيلوبونيس وهو شبه جزيرة ماني.

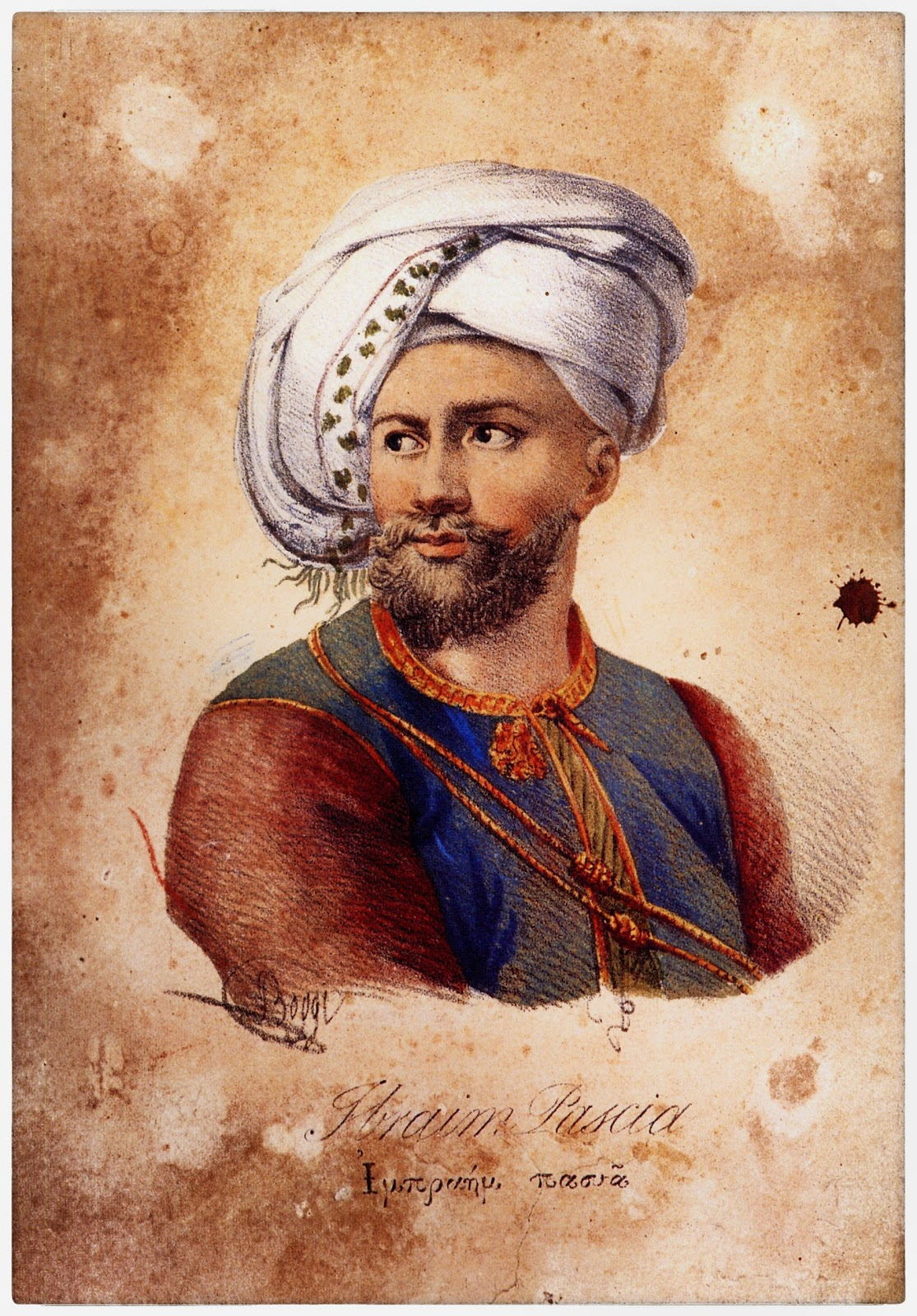
إبراهيم باشا قائد حملة محمد علي على اليونان

قام إبراهيم باشا بإرسال مبعوث منه لأهالي ماني يطالبهم بالإستسلام والخضوع لمشيئة السلطان، وإن رفضوا فإنه سيقوم بتدمير أرضهم كما فعل مع بقية أجزاء شبه جزيرة بيلوبونيس، ولكن بدلا من الإستسلام أرسل المانويين له جوابهم التالي:
| ” | من يونانيي ماني وبقية اليونانيين المقيمين فيها إلى إبراهيم باشا. لقد تلقينا رسالتك التي حاولت فيها بث الرعب والخوف في نفوسنا قائلاً إنه إن لم نستسلم لك فسوف تقوم بقتل المانويين ونهب ماني، من أجل هذا فها نحن هاهنا ننتظرك وننتظر جيشك. نحن سكان ماني نوقع وننتظرك. | “ |

#### الحرب مع السلطان (1831–1841)
خسرت مصر حوالي ثلاثين ألف جندي، وفقدت معظم أسطولها البحري، بعد الضربة القاصمة التي أنزلها التحالف الأوروبي بالأسطول المصري والعثماني في موقعة نفارين البحرية سنة (1243هـ = 1827م)، فأحجم محمد علي باشا والي مصر عن الاستمرار في مجابهة الأوروبيين، ورجعت بقايا الأسطول المصري المحطم إلى الإسكندرية، تاركة خلفها الدولة العثمانية لتواجه الدول الأوروبية الكبرى التي أرادت إخراج العثمانيين نهائيا من أوروبا.
وساءت العلاقات بين السلطان العثماني «محمود الثاني» ومحمد علي باشا، وعملت الدول الأوروبية على إذكاء روح هذا العداء فكانت فرنسا تشجع محمد علي على إعلان الاستقلال التام عن الدولة العثمانية، والمناداة بأن الخلافة من حق العرب أولا، أما الإنجليز فكانوا ينقلون إلى السلطان العثماني رغبة محمد علي في الاستقلال، ووضعوا أسطولهم القوي في خدمة العثمانيين لاستخدامه ضد مصر؛ لأنهم رأوا في مصر القوية تهديدا لطرق تجارتهم مع الهند.
وتصور محمد علي باشا أن الصراع بين فرنسا وإنجلترا صراع استراتيجي، لا يوحي بإمكانية وجود تفاهم بينهما على اقتسام الغنائم على حساب البلدان الأخرى، ولم يدرك الرجل أن التناقض بين الدول الاستعمارية هو تناقض مصلحي لا استراتيجي.
سعت الدول الأوروبية وبخاصة إنجلترا إلى إثارة الحرب والصراع بين العثمانيين ومحمد علي، وسعت أيضا إلى إطالة أمد هذه الحرب بين الجانبين لإضعافهما واستنزاف قوتهما المالية والبشرية حتى تتحقق الأطماع الأوروبية الاستعمارية في اقتسام تركة الرجل الأوروبي المريض (الدولة العثمانية).
وكانت بداية الحرب بين الدول العثمانية ومصر، عندما منح السلطان العثماني جزيرة «كريت» لمحمد علي كتعويض عما فقدته مصر في الحرب اليونانية، لكن هذا التعويض لم يكن ذا قيمة، ورأى محمد علي أن يضم بلاد الشام إلى دولته الشابة حتى يظفر بمواردها من الخشب والفحم والنحاس، ويجنّد شبابها في جيشه فيزداد بهم قوة، وساعده على ذلك ضعف الدولة العثمانية بعد الحرب اليونانية، ثم الحرب الروسية سنة (1245هـ = 1829م) وكثرة الثورات والاضطرابات داخل الدولة المترامية الأطراف، وانتشار الفوضى داخل الجيش العثماني بعد إلغاء فرقة الإنكشارية سنة (1242هـ = 1826م) التي كانت قوام الجيش العثماني، يضاف إلى ذلك أن محمد علي استطاع أن يجذب إليه الأمير «بشير الشهابي» كبير أمراء لبنان، وبذلك لم يخش مقاومة الشاميين للجيش المصري.
واستغل محمد علي إيواء والي صيدا «عبد الله باشا» لعدد من الفلاحين المصريين الهاربين من الضرائب والخدمة العسكرية، ليجرد حملة عسكرية لتأديبه بقياده ابنه إبراهيم باشا في جمادى الأولى (1247هـ = أكتوبر 1831). وقد سانده الأسطول المصري بقياة اللواء إبراهيم يكن، الذي حط في يافا.
واستطاعت القوات المصرية أن تحقق انتصارات عظيمة في بلاد الشام، فسيطرت على غزة ويافا وحيفا، وصور وصيدا وبيروت وطرابلس والقدس، وفشلت محاولات الدولة العثمانية في وقف الزحف المصري لذا حشد العثمانيون عشرين ألف مقاتل وزحفوا لملاقاة المصريين، والتقى الجمعان في سهل الزراعة قرب حمص في ذي القعدة (1247هـ = إبريل 1832م) وانتصر المصريون، ثم فتحوا مدينة عكا الحصينة، ثم دمشق، وانتصروا على العثمانيين في موقعة حمص (صفر 1248هـ = يوليه 1832م) وكانت خسائر الجيش العثماني في هذه المعركة 2000 قتيل و2500 أسير، ولم تزد خسائر الجيش المصري عن 102 قتيل.. وتعتبر هذه المعركة من أهم المعارك الجيش المصري؛ لأنها أول معركة يتقاتل فيها المصريون ضد الأتراك وجها لوجه، وأظهرت تفوق الجيش المصري الحديث.
وبعد هذه المعركة تقدم الجيش المصري فاحتل حماة وحلب، وانتصر على العثمانيين في معركة بيلان جنوبي الإسكندرونة، واجتاز حدود سوريا الشمالية، ودخل إبراهيم باشا بقواته ولاية أضنه في بلاد الأناضول، وعبر نهري جيحون وسيحون، ودخل طرطوس واورفة، وعنتاب ومرعش وقيصرية.
كانت ولاية أدنه مفتاح الأناضول، وصلة المواصلات البحرية بين مصر وجيشها. لم تنكسر عزيمة السلطان محمود أمام الهزائم التي حاقت بجيشه، وأعد جيشا جديدا بقيادة الصدر الأعظم «محمد رشيد باشا»، وبلغ قوام هذا الجيش 53 ألف مقاتل، ونشبت معارك شرسة بين الفريقين، انتصر فيها المصريون، وكان أهمها موقعة قونية (27 رجب 1248هـ = 21 ديسمبر 1832م) التي فتحت الطريق أمام المصريين إلى الأستانة عاصمة الدولة العثمانية، التي لا تبعد عنهم سوى مسيرة ستة أيام من البوسفور، في طريق ليس به جيش ولا مقاومة.

#### إنتهاء حكم محمد علي
أصبح حكم مصر وراثياً في أسرة محمد علي عام 1841. وضعت قيود مختلفة على محمد علي، ليصبح منصبه تابعاً. حُرم محمد علي من تأسيس أسطول وألا يتعدى قوام جيشه 18,000 رجل. ولم يعد الباشا رمزاً في السياسة الأوروبية، لكنه استمر في سياسته الاصلاحية في مصر. الحروب الطويلة بالإضافة للطاعون الذي أصاب الماشية في عام 1842، وكذلك فيضان النيل المدمر. وعام 1843، دمر الجراد جميع القرى وهجرت من سكانها.
عام 1844-45 ظهر بعض التحسن في حالة البلاد نتيجة للإصلاحات التي أدخلها الباشا. محمد علي، الذي كان قد منح رتبة الصدر الأعظم عام 1842، قام بزيارة إسطنبول عام 1846، حيث تصالح مع عدوه القديم خسرو باشا، الذي لم يراه منذ أن كان يعيش في القاهرة عام 1803. عام 1847 وضع محمد علي حجر الأساس لجسر عظيم على النيل عند الدلتا. قرب نهاية 1847، بدأ الباشا المسن يفقد عقله الحاد بعد إصابته بالخرف، وفي يونيو التالي لم يعد قادراً على إدارة الحكومة. في سبتمبر 1848، أعلن الباب العالي إبراهيم باشا، باشا لمصر، لكنه توفى في نوفمبر.

### خلفاء محمد علي
بعد وفاة إبراهيم باشا في نوفمبر 1848، تولى الحكم ابن أخيه عباس الأول، ابن طوسون باشا. وضع عباس الأول نهاية لنظام الاحتكار التجاري، وفي عهده أمر بإنشاء سكك حديدية من القاهرة للإسكندرية بتحريض من الحكومة البريطانية. على عكس الأساليب الأوروبية، عاش عباس في عزلة كبيرة. بعد ست سنوات من حكمه، قتل في يوليو 1854 على يد اثنان من عبيده.
خلفه عمه سعيد باشا، الابن المفضل لمحمد علي، الذي كان يفتقد قوة العقل والصحة التي كانت مطلوبة لتنفيذ مشروعاته. كان له اهتمام حقيقي بحياة الفلاحين، ووضع قانون الأراضي عام 1858 ليضمن لهم الملكية الحرة لأراضيهم. واهتم كذلك بالأسطول.
وقع سعيد باشا تحت التأثير الفرنسي، وفي عام 1854 منح امتياز للمهندس الفرنسي فرديناند دليسپس لحفر قناة السويس. في يناير 1863 توفى سعيد باشا وخلفه ابن أخيه إسماعيل، ابن إبراهيم باشا.
عهد إسماعيل، الذي امتد من 1863 حتى 1879، كان يمثل حقبة جديدة للوصول إلى مصر الحديثة. حاول إسماعيل باشا القيام بمشروعات إصلاح واسعة، لكن استوقفه أسلوبه الذي اتصف بالبذخ مما أدى إلى الإفلاس، والجزء الأخير من حكمه كان له أهمية تاريخية حيث كان بداية للتدخل الأوروبي، واحتلال مصر.
عام 1866 أصدر السلطان فرمان بزيادة الجزية التي يستوجب على إسماعيل دفعها من 376,000 جنيه إلى 720,000 جنيه. في العام التالي صدر فرمان بمنحه لقب خديوي بدلاً من والي، فلم تصبح مصر إيالة عثمانية.
حكم إسماعيل خديوية مصر حتى خلعه عام 1879. ارتبط عهده بإنشاء قناة السويس.
خليفته، رفض التصديق على امتيازات شركة قناة السويس التي أصدرها سعيد، وأحيلت القضية لتحكيم ناپليون الثالث عام 1864، الذي منح 3,800,000 جنيه للشركة تعويضاً على خسائرها. عندما افتتحت القناة، أقام إسماعيل حفلاً باهراً، دعا فيها كبار الشخصيات العالمية.
هذه التطورات، بالإضافة إلى الحرب المكلفة على يوحنا الرابع إمبراطور الحبشة، تركت مصر تعاني من الديون المرتفعة للقوى الأوروبية. وصل الدين القومي إلى أكثر من مائة مليون جنيه إسترليني (مقابل ثلاث ملايين عندما تولى الحكم) استدانها الخديوي، الذي كانت فكرته هي تسوية الديون عن طريق الاقتراض بفوائد متراكمة. وعندما لم يتمكن من اقتراض المزيد من الأموال، باع أسهم قناة السويس (عام 1875) للحكومة البريطانية مقابل 3,976,582؛ وكان هذا بداية التدخل الأجنبي في مصر.
في ديسمبر 1875، أرسل ستفن كيڤ من قبل الحكومة البريطانية للتحقيقي في الشؤون المالية المصرية، وفي أبريل 1876 نشر تقريره، الذي جاء فيه أنه نظراً للإسراف والبذخ كان من الضروري أن تتدخل القوى الغربية لاستعادة أموالها. كانت النتيجة تأسيس لجنة للدين العام.
لم يكن هذا التدخل مقبولاً لدى الكثير من المصريين، الذي اتحدوا خلف أحمد عرابي. واندلعت الثورة العرابية في مصر. في الوقت الذي كان عرابي يسيطر على البلاد، ضغطت الحكومة البريطانية والفرنسية على السلطان العثماني عبد الحميد الثاني لخلع إسماعيل باشا، وتم ذلك في 26 يونيو 1879. وجاء توفيق باشا الأكثر مرونة، ابن إسماعيل، خليفة له.
خرجت مظاهرة عسكرية كبيرة في سبتمبر 1881 أجبرت الخديوي توفيق على عزل رئيس وزراءه. في أبريل 1882 أرسلت فرنسا وبريطانيا العظمى سفن حربية للإسكندرية لدعم الخديوي. انتقل توفيق للإسكندرية خوفاً على حياته بعدما بدء ضباط الجيش بقيادة عرابي السيطرة على الحكومة. في يونيو كانت مصر في أيدي الوطنيين المعارضين للهيمنة الأوروبية على البلاد. قصفت البحرية البريطانية الإسكندرية وكان لهذا تأثير محدود على المعارضة مما أدى إلى إرسال قوات بريطانية للتدخل السريع على نهايتي قناة السويس في أغسطس 1882. نجح البريطانيون في هزيمة الجيش المصري في التل الكبير في سبتمبر وسيطروا على البلاد وأرجعوا توفيق للحكم. ظلت خديوية مصر تحت الاحتلال العسكري البريطاني حتى تأسست الحماية البريطانية على مصر عام 1914.

## التقسيمات الادارية
بعد غزو مصر، احتفظ العثمانيون بالتقسيمات الادارية في عهد المماليك، والتي قسم مصر إلى 14 قسم يتألف كل منها من 24 قيراط. على عكس ما كان سارياً في الولايات العثمانية، مصطلح سنجق لم يكن يحمل نفس الدلالات الإقليمية، كذلك لم يطبق نظام التيمار. كانت رتبة سنجق-باي، والتي كانت معتمدة في الدولة العثمانية، لم تستخدم في مصر.
كانت مصر تنقسم إلى 13 قسم:
1. المنوفية
2. قليوب
3. الغربية
4. المنصورة
5. الشرقية
6. البحيرة
7. الجيزة
8. الفيوم
9. أطفيح
10. الأشمونين
11. منفلوط
12. البهنسا
13. جرجا

## الدين

### المسيحيون واليهود
سمح العثمانيون لليهود والمسيحيين أن يمارسوا شعائرهم الدينية بحرية تحت حماية الدولة، وفقًا لما تنص عليه الشريعة الإسلامية، وبهذا فإن أهل الكتاب من غير المسلمين كانوا يعتبرون رعايا عثمانيين لكن دون أن يُطبق عليهم قانون الدولة، أي أحكام الشريعة الإسلامية، وفرض العثمانيون، كجميع الدول الإسلامية من قبلهم، الجزية على الرعايا غير المسلمين مقابل إعفائهم من الخدمة في الجيش. كانت الملّة الأرثوذكسية أكبر الملل غير الإسلامية في الدولة العثمانية، وقد انقسم أتباعها إلى عدّة كنائس أبرزها كنيسة الروم، والأرمن، والأقباط، والبلغار، والصرب، والسريان، وكانت هذه الكنائس تُطبق قانون جستنيان في مسائل الأحوال الشخصية. وبحسب مصدر فإن حياة الأقباط تحت الحكم العثماني كانت أفضل من سابقه المملوكي، وكانت الإدارة العثمانية تفضل أقباط مصر في تولي الأمور المالية لخبرتهم. على الرغم من ذلك لم يشكل الأقباط طبقة اقتصادية مزدهرة مقارنةً بالمسيحيين في بلاد الشام أو الطوائف المسيحية الأخرى مثل اليونانيين والأرمن، فغالبية الأقباط كانوا من الطبقة الريفية والصعيدية. وكان المسيحيين في الدولة العثمانية يعتبرون مواطنين من الدرجة الثانية رغم بعض الحريات المحدودة التي أعطيت لهم كحق العبادة، وكانت هناك مضايقات من نوع آخر تتمثل في رفض شهادتهم في المحاكم وحرمانهم من حمل السلاح أو ركوب الخيل، أو أن تكون شرفة البيت مطلة على بيوت المسلمين. وعلى الرغم أن القانون منع إعادة بناء الكنائس إلا أنه كثيراً ما خالف الأقباط هذا الحكم وقاموا ببناء كنائس جديدة داخل مجمعات الأديرة القديمة أو بجوارها، ولم تقم الإدارة العثمانية بالتشدد في القانون، كما كان هدم الكنائس خلال الحقبة العثمانية نادرًا. يشير المؤرخ روبرت مورجان أنه خلال عصر السلطان سليم الأول العثماني قام بفرض سياسة ظالمة ومتحيزة ضد المصريين عموماً، وضد المسيحيين خصوصاً. وكان الأقباط خلال فترة حكمه هدفاً للاضطهاد في السنوات التي أعقبت حكمه حدثت موجات من الاضطهاد، وكان هناك دائماً اضطهادات من قبل «جموع المسلمين المتعصبين والأصوليين». ويشير المؤرخ مورجان أنَّ هذه الحقبة كانت واحدة من «العصور المظلمة لمصر» حيث تراجع التطور العلمي والتكنولوجي والاجتماعي، ونتج عنه معاناة السكان عموماً والمسيحيين الأقباط خصوصاً.

## قائمة الحكام

### قائمة رؤساء الحكومة في مصر (1857-1878)
- سعيد باشا ذو الفقار (1857–1858) (مدة أولى)
- مصطفى نايلي باشا (1858–1861)
- سعيد باشا ذو الفقار (1861–1864) (مدة ثانية)
- إسماعيل راغب باشا (1864-1866) (مدة اولى)
- محمد شريف باشا (1866-1867) (مدة اولى)
- إسماعيل راغب باشا (1867-1868) (مدة ثانية)
- محمد شريف باشا (1868-1872) (مدة ثانية)
- نوبار باشا (1872)
- محمد توفيق باشا (1872-1878)

## نظرة عامة على إيالة مصر
احتلت إيالة الروملي المرتبة الأولى في تشريفات البروتوكول العثماني حتى عام 1517 م حيث اعتبرت مصر هي الإيالة الأولى في التشريفات وظلت محتفظة بهذا الوضع حتى عام 1914 م وهو تاريخ إعلان الحماية البريطانية على مصر والانفصال النهائي بين مصر والدولة العثمانية. كانت إيرادات إيالة مصر المعروفة باسم «خزانة مصر» هي أهم مصدر للدخل في ميزانية الدولة منذ عام 1517م وكان يستخدم جزء منها في الإنفاق على الحرمين الشريفين، كما يحصل جزء منها في صورة ضرائب عينية كالأرز والسكر والقمح وترسل هذه الحمولات إلى الأماكن المقدسة في الحجاز وكذلك إلى إسطنبول. كان يعين والياً لمصر أحد الباشوات العثمانيين ولقبه الرسمي في الديوان «بكلر بك مصر» وتنطق «بيلر باي مصر» ويكون عادة برتبة وزير وهو أحد أهم الأشخاص في الدولة ويكسب بواسطة منصبه نفوذ كبير في مصر والحجاز والأقطار الجنوبية كالسودان والحبشة واليمن. كما كان وإلى مصر كأحد كبار باشوات الدولة مرشحاً دائماً لتولى الصدارة الأعظمى ورقي العديد من الباشوات إلى منصب الصدارة مثل سميز علي باشا وياووز علي باشا وبيرم باشا. كان للباشوات اليد العليا في الإدارة معظم الأحيان حتى مطلع القرن الثامن عشر حينما تزايدت قوة المماليك وأصبح «شيخ البلد» وهو أكبر منصب لطائفة المماليك ويعطى لأكثرهم مالاً ونفوذاً هو المدبر الحقيقي للبلاد بينما تقلص نفوذ الباشوات نتيجة الضعف الذي أصاب الدولة في تلك الفترة وتزايد هزائمها أمام أعدائها وخصوصاً روسيا وتقلص أعداد الجنود المرسلين لمصر من إسطنبول والذين يقع على عاتقهم تأمين البلاد وتنفيذ أوامر الوالي والقضاة وهكذا أصبحت قوات المماليك هي الأكثر عدداً وقوة ووقع عائق تأمين البلاد عليها. عانت البلاد طوال حكم العثمانيين من طريقة جمع الضرائب المسماة بنظام الالتزام، حيث يعمد وإلى مصر كسائر باشوات الدولة الذين يتعين عليهم دفع مبالغ سنوية للصدر الأعظم ليعيدوا شراء منصابهم وبالتالي كان يعمد إلى تحصيل مثل هذه الأموال من جباة الضرائب الذين يطلق على الواحد منهم «ملتزم»، ويعمد الأخير إلى ابتزاز الفلاحين ليدفع الرشاوي التي عليه. أضف إلى ذلك انتشار ابتزاز الجنود العثمانية والمملوكية للناس وحصولهم على أموال تسمى «الطُلبة» نظير حماية وهمية لهم وهي عادة منتشرة منذ الفترة الأخيرة لدولة المماليك في مصر. ولم يتمكن حتى أقوى الباشوات من وقف هذه العادة حتى في فترات قوة الدولة، والتي تزايدت بمرور السنوات.
نتيجة إهمال الولاة العثمانيين للتعليم والصحة، فقد قل عدد المدارس الموجودة منذ أيام الدولة المملوكية بشكل كبير ولم يظهر اهتمام جدّي بإنشاء مدارس أو مستشفيات جديدة باستثناء الأعمال الخيرية لبعض الباشوات، مما أسهم في انتشار الجهل بين المصريين وكذلك تفشي الأوبئة بشكل مستمر. ظل الأزهر الشريف محتفظاً بمكانته كجامعة إسلامية ولكن قلّ الوافدين إليه من خارج البلاد إلا من الراغبين في تعلم اللغة العربية بشكل صحيح، وذلك لأن خريج المدارس العليا في إسطنبول يعين مباشرة في الإفتاء أو التدريس كما تطلب الدولة العثمانية، في حين أن خريج الأزهر وعلى الرغم من أحقيته في ذلك إلا أنه كان يتعين عليه اجتياز امتحان قبول لكى يتم تعيينه بالإضافة لضرورة إتقانه للغة التركية، وعلى هذا فقد أصبح الأزهر والكتاتيب هما المصادر الوحيدة تقريباً لتعلم القراءة والكتابة ومبادئ الدين الإسلامي في مصر.
ورغم تقلص حجم التجارة الخارجية لمصر منذ اكتشاف طريق رأس الرجاء الصالح إلا أن مصر احتفظت بمكانها كأحد أنشط ولايات الدولة في التجارة الخارجية وخصوصاً مع شرق آسيا كالهند وجاوة والصين. احتفظت مصر بمكانة رائدة في تجارة التوابل التي تجلب بالسفن من الهند وجاوة وتخزن في مستودعات ضخمة بالقاهرة قبل أن يتم إعادة بيعها لسائر ولايات الدولة أو للتصدير الخارجي، لكن تقلص ذلك في القرن السابع عشر نتيجة مزاحمة البرتغال وهولندا للتجارة العثمانية في المحيط الهندي وقيامهما بجلب التوابل لأوروبا رأساً عوضاً عن الحاجة للمرور بالأقطار العثمانية.
منذ الفتح العثماني، ظهر الاهتمام بربط البحر الأحمر بالبحر الأبيض عن طريق إعادة حفر القناة التي تصل النيل بالبحر الأحمر. اهتم السلطان سليم الأول بهذا المشروع لكن حالت وفاته دون تحقيقه، وكذلك أبدى خلفاؤه سليمان القانوني وسليم الثاني ومراد الثالث بهذا المشروع. كان هذا المشروع بأهمية أنه يربط البحرين بعضهما ببعض مما يسهل على السفن العثمانية المرور نحو البحر الأحمر لمجابهة خطر البرتغاليين وكذلك يسهل على سفن التجارة الإسلامية القادمة ببضاعتها من جنوب شرق آسيا وتبيعها في مصر أو إزمير أو إسطنبول أو أوروبا ويقلل الاعتماد على طريق رأس الرجاء الصالح الطويل. أخذ السلطان سليم الثاني يهتم شخصياً بهذا المشروع وأرسل لوالي مصر يأمره بإجراء المسح والقياسات بين البحرين وتحديد طول القناة والتكلفة والقوة البشرية المطلوبة، عارضه الصدر الأعظم صقللي محمد باشا الذي لم ينتبه لأهمية هذا المشروع بحجة تكاليفه الباهظة، كذلك حصل هذا المشروع على اهتمام السلطان مراد الثالث وخصوصاً مع إلحاح قائد القوات البحرية أولوج علي باشا على تنفيذه لما يتيحه من حرية نقل السفن الحربية العثمانية بين البحرين بدلاً من انفصال كل أسطول بذاته، ظل صقللي محمد باشا معارضاً للمشروع، ثم أتت الحرب مع الصفويين ولاحقاً مع الألمان ليهمل المشروع ويترك لاحقاً. عاد الموضوع وجذب اهتمام السلطان سليم الثالث لما فيه من أهمية لإنعاش التجارة الإسلامية وزيادة الدخل الاقتصادي للدولة العثمانية خصوصاً مع هزائمها المتكررة وفقدانها للكثير من أراضيها وتقلص دخل الخزانة العثمانية، إلا أن انشغال السلطان الأساسي بتطوير جيشه أبعده عن المضي في هذا المشروع. عاد المشروع للظهور على يد الحملة الفرنسية واهتم به نابليون الأول أيما اهتمام، ولخطأ في حسابات مهندسي الحملة تم الإعراض عن المشروع. عُرضَ المشروع على محمد علي باشا ولكنه رفضه لكي لا يجذب اهتمام الدول الأوروبية نحو مصر وقال «لا أريد بوسفوراً جديداً في مصر» منوهاً بذلك إلى المشاكل بين روسيا القيصرية والدولة العثمانية، قبل أن يتمكن المهندس الفرنسي فرديناند ديسلبس من الحصول على الموافقة على المشروع من سعيد باشا ثالث حكام العلويين في مصر.